# Dolby Digital
Dolby Digital o AC-3 és una tècnica de compressió d'àudio.
Als CD i LaserDisc s'utilitza àudio digital no comprimit, que es diu format PCM. En aquesta codificació es fan mostres de l'ona analògica (de 16 bits) 44.100 vegades per segon, aconseguint així un marge dinàmic de 96 dB (cada bit correspon a 6 dB). Un cop que les empreses pioneres del sector del vídeo i de l'àudio van voler fer servir més pistes per poder oferir un so multicanal van trobar l'inconvenient que la forma d'emmagatzemar la informació utilitzada en un CD o un LaserDisc generava un volum de dades molt gran. Per tant, es va pensar en un sistema multicanal, digital i que comprimís la informació sense degradar-la.

## Característiques
Format desenvolupat per Dolby Laboratories i successor del format AC-2 (AAC), s'ha convertit en el format base del sistema de codificació d'àudio envolvent conegut com a Dolby Digital.
Per tal d'emmagatzemar 5.1 canals separats d'informació una forma de reduir la quantitat resultant de bits podria ser reduint el nombre de bits utilitzats en la quantització (passar de 16 bits a 10 bits, per exemple). El problema d'aquesta idea és que es redueix la relació senyal/soroll al mateix temps que també es veu reduït el marge dinàmic (una resolució de 16 bits permet 65.536 paraules de "descripció" possibles, mentre que una resolució de 10 bits permet únicament 1.024). En comptes d'això, el sistema Dolby Digital AC-3 varia la velocitat de transmissió de manera instantània en funció de la freqüència, per controlar la resolució de la banda sonora. Amb la utilització de diversos algoritmes complexos, aquest sistema calcula la distribució òptima dels bits sense cap degradació audible.
La compressió digital produeix de forma inherent més soroll que la transmissió de dades sense comprimir. Com menys bits tenim, més gran és el soroll. D'aquesta manera, Dolby Digital AC-3 compensa aquesta reducció d'informació de 2 maneres: Filtrant digitalment i per emmascarament freqüencial. El filtratge digital es realitza en les primeres etapes del procés on la informació és fraccionada en 256 bandes de freqüència. Passant la informació d'àudio a través d'una sèrie de filtres "passa-banda" per cada un dels cinc canals, s'aconsegueix suprimir la major part del soroll al limitar la resposta en freqüència. A l'etapa de sortida, l'emmascarament es produeix a la majoria de sistemes analògics de reducció soroll desenvolupats per Dolby (els quals tenen una ampla acceptació a la indústria electrònica). Els estandàrds Dolby Digital AC-3 tenen 256 bandes independents amb filtres "passa-banda" (aguts y greus) de 12 dB per octava. Aquests filtres no són suficientment pronunciats com per eliminar totalment el soroll residual que genera una taxa de bits baixa; per tant, Dolby utilitza conjuntament tècniques d'emmascarament per reduir el soroll que es pugui percebre.
Dolby Digital AC-3 és un sistema denominat de 5.1 canals a causa del fet que proporciona 5 canals totalment independents (esquerre, dret, central, sorround esquerre, sorround dret). Tots aquests canals reprodueixen un marge freqüencial de 20 Hz fins a 20000 Hz. A més, el sistema pot proporcionar un canal de baixes freqüències de 20 Hz fins a 120 Hz) per als aficionats que exigeixen sons greus molt potents.
Aquest format d'àudio té una compressió versàtil i adaptativa permetent fer servir freqüències de mostreig de 32 kHz, 44,1 kHz i 48 kHz alhora que permet fer l'elecció de bitrate des de 32 kbps fins a 640 kbps (cosa que condicionarà la quantitat de temps d'àudio que podrem codificar en un mateix espai físic de memòria).

## Diagrama de blocs del codificador AC-3
A continuació es descriuen els blocs del codificador AC-3, donant especial atenció als conceptes d'emmascarament temporal i freqüencial, i com són utilitzats pel decodificador per tal d'obtenir una gran compressió sense pèrdua de qualitat.

### Buffer d'entrada
AC-3 és un codificador estructurat per blocs. Per tant, un o més blocs del senyal en el temps s'emmagatzemen en la memòria intermèdia d'entrada per a cada canal abans de seguir amb el processament. Els blocs acostumen a ser de 512 mostres.

### Filtratge
Els senyals d'entrada són individualment filtrats amb un filtre pas-alt a una freqüència de 3 Hz per tal d'eliminar la component de contínua. El senyal del canal de greus a més és filtrat amb un filtre pas-baix a 120 Hz.

### Detector de transitoris
Els senyals d'entrada amb resposta en freqüència completa són analitzats amb un filtre passa-banda centrat a altes freqüències el qual detecta la presència de transitoris. Aquesta informació s'utilitza per ajustar la mida del bloc de mostres al qual se li aplicarà la TDAC (Time Domain Aliasing Cancellation) segons les variacions del senyal d'entrada.
En el cas d'un senyal que varia molt ràpidament (per exemple, l'atac d'un platet) necessitem una bona resolució temporal d'aquest senyal (cosa que significa menor resolució espectral). Per tant, la mida del bloc a codificar ha de ser petit per tal que el soroll de quantització associat a aquest senyal quedi confinat temporalment als voltants del mateix senyal de manera que el soroll pugui ser emmascarat pel mateix senyal segons el model d'emmascarament temporal al qual respon el sistema auditiu humà.

## Disposició dels canals
- Normalment a través del canal central s'escolten els diàlegs de qualsevol pel·lícula que utilitzi el sistema Dolby Digital.

- Els canals frontals laterals reprodueixen la banda sonora i els efectes de l'acció que es produeix a la part davantera.

- Els canals surround dret i sorround esquerre reprodueixen els efectes que succeeixen a la part posterior (la major part de l'estona que dura la pel·lícula es troben gairebé sense reproduir efectes. A causa d'això, mentre no han d'estar actius perquè no hi ha efectes, s'utilitza més amplada de banda en la quantització i codificació dels canals davanters per tal de tenir millor qualitat.

- El canal de subwoofer és reproduït per un altaveu especial de greus. Aquest altaveu es pot disposar a qualsevol part de la sala a causa del fet que, en ser una font de freqüències molt baixes, radia com una font omnidireccional.

## Diferència entre Dolby Digital i Dolby Prologic
- Els canals de Dolby Digital són completament independents mentre que Dolby Prologic utilitza canals combinats (o estructura matricial). A més, Dolby Prologic no té dos canals d'efectes estèreo sinó que té un únic canal d'efectes el qual sona a través dels dos canals d'efectes.
- Dolby Digital és completament digital. A diferència d'aquest, Dolby Prologic és una tecnologia analògica tot i que alguns utilitzen tècniques de processament de senyals digitals (DSP) per optimitzar la informació direccional.
- Tots els canals del Dolby Digital porten informació des de 20 Hz fins a 20 kHz mentre que el canal d'efectes de Dolby Prologic només reprodueix des de 100 Hz fins a 7 kHz.
- Dolby Prologic no conté canal de baixes freqüències.